# Kangrassou Brizouénoua
Kangrassou Brizouénoua est une localité du peuple Baoulé au centre de la Côte d'ivoire dans la région du N'zi. Cette localiité est rattachée au département de Dimbokro. 